# James Zadroga

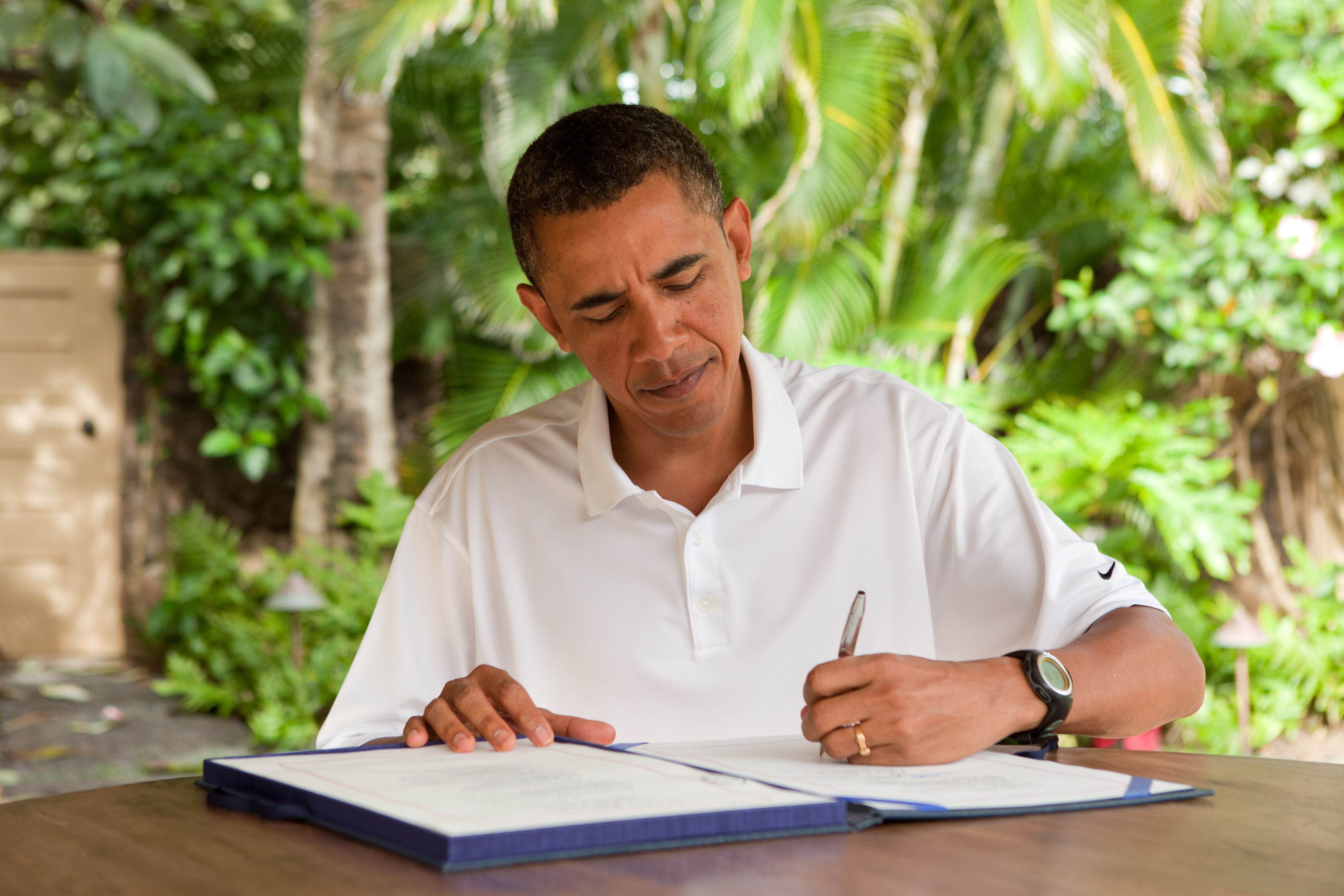
Präsident Obama unterzeichnet das James Zadroga 9/11 Health and Compensation Act of 2010 am 2. Januar 2011 in Hawaii.

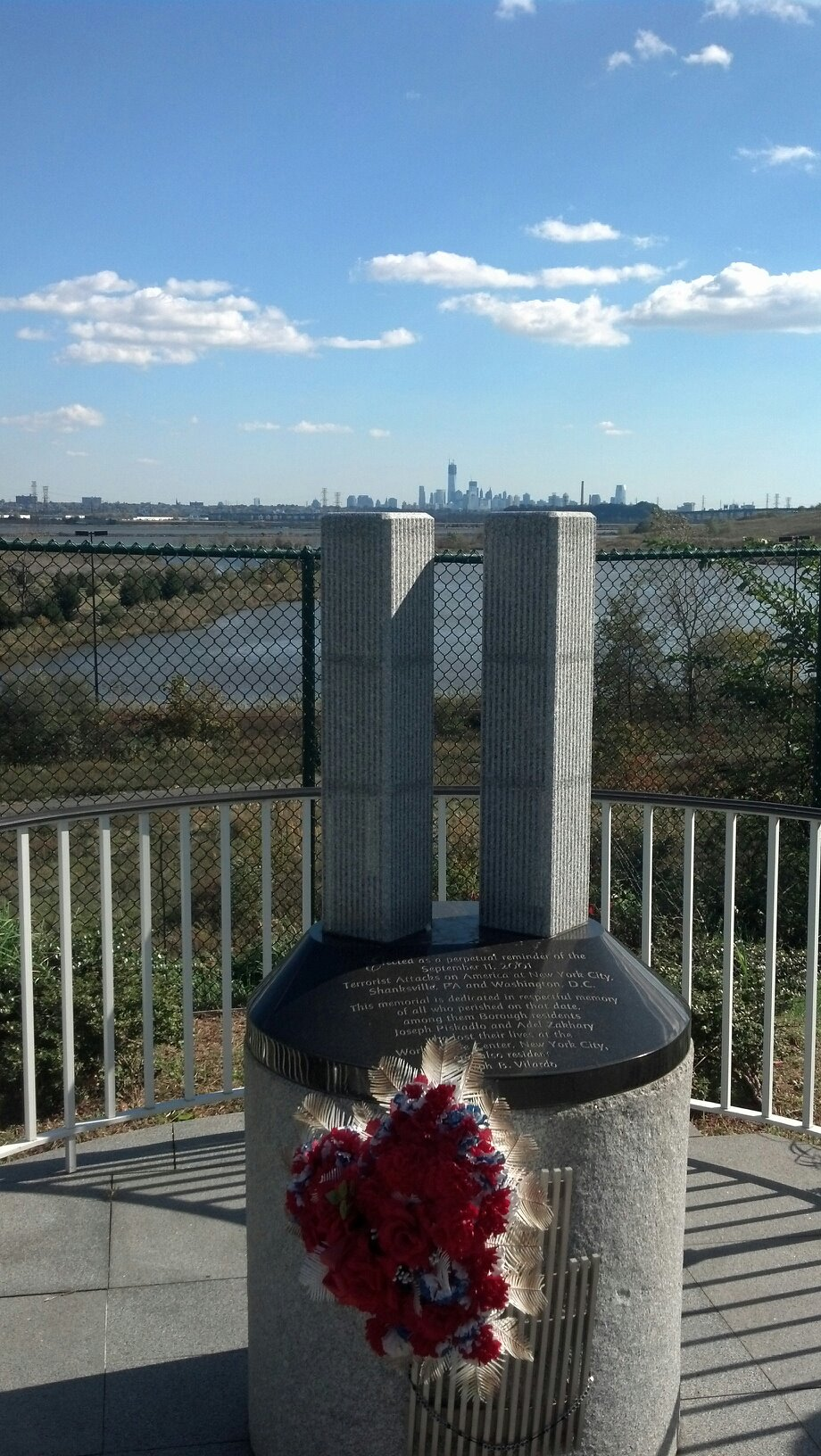
9/11-Denkmal auf dem Gelände des James Zadroga Soccer Field.

James Zadroga (* 1971; † 5. Januar 2006) war ein US-amerikanischer Polizist. Er gilt als das erste Opfer der dichten Staub- und Asbestwolke, die sich nach dem Einsturz der Twin Towers des World Trade Centers über Manhattan ausgebreitet hatte.
James Zadroga war im Jahr 2001 Detektive in der Manhattan South Homicide Task Force, einer Eliteeinheit des New York City Police Departments (NYPD) zur Mordaufklärung. Nach den Anschlägen am 11. September war Zadroga einer der ersten Retter am Morgen des 11. September 2001. Er half Überlebende zu retten und war an der Evakuierung des brennenden World Trade Center 7 des World Trade Center beteiligt. In den ersten vier Wochen nach dem Anschlag unterstützte Zadroga bis zu 16 Stunden am Tag die Bergungs- und Aufräumarbeiten. Wenige Monate später wurde er krank. Er klagte über Husten und Halsschmerzen. Der Arzt diagnostizierte Staublunge. Nach wenigen Monaten brauchte er eine medizinische Behandlung und Sauerstoff zum Atmen.
Im Juni 2004 wurde er nach 13 Dienstjahren frühpensioniert. Die Stadt war jedoch nicht länger bereit, seine Krankenkosten aufzubringen. Am 5. Januar 2006 starb Zadroga an einer Lungenkrankheit. Zadroga zählte zu den Einsatzkräften am 11. September, die durch Staub und Rauch an Ground Zero zu Tode kamen. Sein Tod löste eine heftige Debatte aus, nachdem der städtische Mediziner keinen direkten Zusammenhang mit dem 11. September feststellen konnte und den Tod auf Medikamente zurückführte. Erst posthum bestätigte der städtische Gerichtsmediziner 2007 einen Zusammenhang zwischen Zadrogas selbstlosem Einsatz am Ground Zero und seiner Lungenerkrankung. Sein Tod konnte demnach mit dem Kontakt mit giftigen Chemikalien bei den Rettungsarbeiten 2001 begründet werden. In seinem Gehirn wurden Spuren des hochgiftigen Schwermetalls Quecksilber festgestellt, ebenfalls eine gesundheitliche Nachwirkung vom 11. September. Zadroga hinterließ eine vierjährige Tochter. Er wurde insgesamt mit 31 Auszeichnungen und Medaillen für seine Arbeit als Polizeibeamter geehrt.
Das James Zadroga 9/11 Health and Compensation Law zur finanziellen Entschädigung von Betroffenen des 11. September, angestrebt von den Demokraten, brauchte jahrelang durch den US-Kongress. Es wurde insbesondere von den Republikanern hinausgezögert. Im Dezember 2010 sollte der Senat über eine aktuelle Fassung abstimmen, doch wurde das Gesetz von den Republikanern ausgebremst. Sie forderten im Gegenzug Steuererleichterungen für Besserverdienende. Der finanzielle Rahmen des Gesetzes wurde von ursprünglich geplanten 7,4 Milliarden US-Dollar (rund fünf Milliarden Euro) auf 4,3 Milliarden US-Dollar reduziert. Außerdem müsste eine FBI-Überprüfung auf terroristischen Hintergrund bei den Rettungskräften durchgeführt werden. Erst danach stimmten die Republikaner dem Gesetz zu. US-Präsident Barack Obama unterzeichnete das Gesetz am 2. Januar 2011 während seines Urlaubs auf Hawaii. In Zadrogas Heimatstadt North Arlington in New Jersey wurde ein Sportplatz nach ihm benannt und es wurden zwei Denkmäler für ihn errichtet.